# Azadiractina
La Azadiractina es un compuesto químico que pertenece a los limonoides. Es un metabolito secundario presente en las semillas del árbol de Nim o margosa. Se trata de un insecticida de amplio espectro, regulador del crecimiento de los insectos en todos sus estados larvarios, pero sin efectos sobre huevos ni adultos. Actúa por contacto e ingestión alterando el equilibrio hormonal de los insectos. Es uno de los pocos insecticidas permitidos en la agricultura ecológica.

## Química
La fórmula molecular es C35H44O16. La azadirachtina es un tetranortriterpenoide altamente oxidado que tiene gran cantidad de funcionalidades del oxígeno, éstas comprenden enol éter, acetal, hemiacetal, y oxirano tetra substituido como así también una variedad de ésteres carboxílicos. La azadiractina tiene una compleja estructura molecular, y como resultado de esto la primera síntesis no fue publicada hasta 22 años después de que el compuesto fuera descubierto. La primera síntesis total fue completada por Steven Ley en 2007. Los grupos hidroxilos secundarios y terciarios y éter tetrahidrofurano están presentes y la estructura molecular revela 16 centros estereogénicos, 7 de los cuales son tetrasustituidos. Estas características explican la gran dificultad encontrada al tratar de producirla por aproximación.

## Acontecimientos y usos
Inicialmente se descubrió que tenía actividad como inhibidor de la alimentación en la langosta del desierto (Schistocerca gregaria).
Actualmente se sabe que afecta a más de 200 especies de insectos, actuando principalmente como un disruptor en la alimentación y crecimiento, y como tal posee considerable toxicidad hacia los insectos (DL50(S. littoralis): 15 ug/g). Cumple con muchos de los criterios necesarios para un insecticida natural si es para reemplazar a los compuestos sintéticos. La azadiractina es biodegradable (se degrada dentro de las 100 horas una vez expuesta a la luz y agua) y tiene muy baja toxicidad para mamíferos (la DL50 en ratas es >3540 mg/kg haciéndolo prácticamente no tóxico)
Este compuesto se encuentra en las semillas (de 0,20 a 0,80 % del peso) del árbol de Nim Azadirachta indica, (en inglés neem), margosa o lila india (Melia azadirachta A.Juss.)
Muchos otros compuestos relacionados con la azadiractina, están presentes en las semillas como así también en las hojas y la corteza del árbol de Nim o margosa, las cuales muestran también fuerte actividad biológica contra varias plagas de insectos
Los efectos de estas preparaciones sobre artrópodos benéficos generalmente se considera mínima. Algunos estudios de laboratorio y de campo han descubierto que los extractos de margosa son compatibles con controles biológicos. Debido a que el aceite de Nim puro contiene otros compuestos insecticidas y fungicidas aparte de la azadiractina, generalmente se mezcla en una proporción de 1 onza (28,3 g) por galón (3,78 l) de agua cuando se usa como plaguicida.